# Петроварадин
Петроварадин (мађ. Pétervárad, лат. Petropolis / дословно Петровград) је градско насеље у саставу Града Новог Сада у Јужнобачком округу и некадашњи утврђени град поред Дунава. Данас је део грађевинског подручја Новог Сада. Према попису из 2022. године у Петроварадину је било 15.621 становника (према попису из 2011. било је 14.810).

## Географија
Историјско језгро Петроварадина налази се на десној обали Дунава, а настало је уз истоимену тврђаву. Поред Петроварадинске тврђаве, Подграђа, Старог мајура и Новог мајура, у саставу насеља и месне заједнице Петроварадин налазе се још неки изграђени локалитети попут Алибеговца, Карагаче, Мишелука, Рибњака, Транџамента, итд.
Суседна насеља су: Сремска Каменица на југозападу, Буковац на југу, Сремски Карловци на југоистоку, Ковиљ на истоку, Шангај на северу и Подбара, Стари град и Лиман на западу.
Кроз насеље пролазе међународни пут и железничка пруга, који повезују средњу са југоисточном Европом, а туда такође пролазе и путеви од транзитног значаја Нови Сад — Рума и Нови Сад — Беочин — Илок. Овде се налази Железничка станица Петроварадин.
Са бачком обалом Дунава Петроварадин је повезан са три моста (Мостом слободе, Варадинским мостом и Жежељевим мостом), а у току је изградња и четвртог моста, који би Петроварадин повезивао са месном заједницом Шангај.

#### Природне карактеристике
Атар насеља заузима површину од 2.592 хектара. У рељефу се издвајају три морфолошке целине: Фрушка гора, лесна зараван и алувијална раван Дунава. Огранак фрушкогорске планине завршава се Петроварадинском стеном на којој се налази Тврђава. Према Сремској Каменици је клизна зона звана Транџамент, а према Сремским Карловцима Пуцкарош.
Лесна зараван има највећу ширину, преко два километра, јужно од града на подручју Мишелука и Алибеговца, док се према Карловцима сасвим сужава и код Текија пружа у виду уске траке. Алувијална раван јавља се поред Дунава у виду фрагмената. Кроз Петроварадин пролазе два потока, Роков и Буковички, поред неколико мањих, а постоје и баре и мочваре.
Дунав овде прави велики меандар око тврђавске стене и ту се његова ширина смањује на 300 метара, која је и најмања на јужном делу Паноније.

## Демографија
У насељу Петроварадин живи 11267 пунолетних становника, а просечна старост становништва износи 38,5 година (37,6 код мушкараца и 39,2 код жена). У насељу има 4832 домаћинства, а просечан број чланова по домаћинству је 2,89.
Ово насеље је углавном насељено Србима (према попису из 2002. године), а у последња три пописа, примећен је пораст у броју становника.
Број житеља Петроварадина стално расте у новијој историји, што је последица досељавања, једно време и природног прираштаја, јачања привреде, а пре свега близине великог града. Већина житеља Петроварадина ради у Новом Саду. Број дневних миграната 1991. године износио је 2.270 колико је људи свакодневно одлазило на посао у Нови Сад. Осим тога, у Нови Сад свакодневно одлазе ученици средњих школа и студенти.
По попису из 1991. године, Петроварадин као град имао је 11.285 становника, тај број се касније повећао захваљујући највише досељеницима из западних крајева бивше Југославије. 2022. Петроварадин је имао 15.621 становника, од којих су већину чинили Срби са бројним националним мањинама.
|             | \| Демографија[2] \| Демографија[2] \| Демографија[2] \| \| Година \| Становника \| Становника \| \| -------------- \| -------------- \| -------------- \| \| 1948. \| 5.719 \| \| \| 1953. \| 6.428 \| \| \| 1961. \| 8.408 \| \| \| 1971. \| 10.477 \| \| \| 1981. \| 10.338 \| \| \| 1991. \| 11.285 \| 11.004 \| \| 2002. \| 13.973 \| 14.318 \| \| 2011. \| 14.810 \| \| \| 2022. \| 15.621 \| \| |            |
| Демографија | |            |
| Година      | Становника | Становника |
| 1948.       | 5.719 |            |
| 1953.       | 6.428 |            |
| 1961.       | 8.408 |            |
| 1971.       | 10.477 |            |
| 1981.       | 10.338 |            |
| 1991.       | 11.285 | 11.004     |
| 2002.       | 13.973 | 14.318     |
| 2011.       | 14.810 |            |
| 2022.       | 15.621 |            |

| Етнички састав према попису из 2002.‍ | Етнички састав према попису из 2002.‍ | Етнички састав према попису из 2002.‍ | Етнички састав према попису из 2002.‍ | Етнички састав према попису из 2002.‍ |
| ------------------------------------ | ------------------------------------ | ------------------------------------ | ------------------------------------ | ------------------------------------ |
|                                      |                                      |                                      |                                      |                                      |
| Срби                                 | Срби                                 |                                      | 9.708                                | 69,47%                               |
| Хрвати                               | Хрвати                               |                                      | 1.364                                | 9,76%                                |
| Југословени                          | Југословени                          |                                      | 779                                  | 5,57%                                |
| Мађари                               | Мађари                               |                                      | 396                                  | 2,83%                                |
| Црногорци                            | Црногорци                            |                                      | 228                                  | 1,63%                                |
| Русини                               | Русини                               |                                      | 141                                  | 1,00%                                |
| Словаци                              | Словаци                              |                                      | 92                                   | 0,65%                                |
| Македонци                            | Македонци                            |                                      | 47                                   | 0,33%                                |
| Украјинци                            | Украјинци                            |                                      | 41                                   | 0,29%                                |
| Муслимани                            | Муслимани                            |                                      | 39                                   | 0,27%                                |
| Горанци                              | Горанци                              |                                      | 35                                   | 0,25%                                |
| Роми                                 | Роми                                 |                                      | 34                                   | 0,24%                                |
| Румуни                               | Румуни                               |                                      | 30                                   | 0,21%                                |
| Албанци                              | Албанци                              |                                      | 30                                   | 0,21%                                |
| Словенци                             | Словенци                             |                                      | 27                                   | 0,19%                                |
| Буњевци                              | Буњевци                              |                                      | 22                                   | 0,15%                                |
| Немци                                | Немци                                |                                      | 21                                   | 0,15%                                |
| Руси                                 | Руси                                 |                                      | 18                                   | 0,12%                                |
| Чеси                                 | Чеси                                 |                                      | 6                                    | 0,04%                                |
| Бугари                               | Бугари                               |                                      | 6                                    | 0,04%                                |
| Бошњаци                              | Бошњаци                              |                                      | 2                                    | 0,01%                                |
| Власи                                | Власи                                |                                      | 1                                    | 0,00%                                |
| непознато                            | непознато                            |                                      | 113                                  | 0,80%                                |

| Година пописа     | 1948. | 1953. | 1961. | 1971. | 1981. | 1991. | 2002. |
| ----------------- | ----- | ----- | ----- | ----- | ----- | ----- | ----- |
| Број домаћинстава | 2.029 | 2.325 | 2.879 | 3.546 | 3.711 | 3.901 | 4.832 |

| Број чланова      | 1   | 2     | 3     | 4     | 5   | 6   | 7  | 8 | 9 | 10 и више | Просек |
| ----------------- | --- | ----- | ----- | ----- | --- | --- | -- | - | - | --------- | ------ |
| Број домаћинстава | 894 | 1.199 | 1.026 | 1.199 | 356 | 114 | 30 | 9 | 2 | 3         | 2,89   |

| Пол    | Укупно | Неожењен/Неудата | Ожењен/Удата | Удовац/Удовица | Разведен/Разведена | Непознато |
| ------ | ------ | ---------------- | ------------ | -------------- | ------------------ | --------- |
| Мушки  | 5.691  | 1.854            | 3.389        | 221            | 224                | 3         |
| Женски | 6.125  | 1.457            | 3.427        | 875            | 358                | 8         |
| УКУПНО | 11.816 | 3.311            | 6.816        | 1.096          | 582                | 11        |

| Пол    | Укупно                    | Пољопривреда, лов и шумарство | Рибарство                            | Вађење руде и камена | Прерађивачка индустрија       |
| ------ | ------------------------- | ----------------------------- | ------------------------------------ | -------------------- | ----------------------------- |
| Мушки  | 2.677                     | 83                            | 9                                    | 14                   | 635                           |
| Женски | 2.324                     | 48                            | 4                                    | 3                    | 408                           |
| УКУПНО | 5.001                     | 131                           | 13                                   | 17                   | 1.043                         |
| Пол    | Производња и снабдевање   | Грађевинарство                | Трговина                             | Хотели и ресторани   | Саобраћај, складиштење и везе |
| Мушки  | 54                        | 256                           | 533                                  | 85                   | 278                           |
| Женски | 19                        | 55                            | 542                                  | 112                  | 96                            |
| УКУПНО | 73                        | 311                           | 1.075                                | 197                  | 374                           |
| Пол    | Финансијско посредовање   | Некретнине                    | Државна управа и одбрана             | Образовање           | Здравствени и социјални рад   |
| Мушки  | 46                        | 119                           | 200                                  | 81                   | 78                            |
| Женски | 84                        | 132                           | 106                                  | 207                  | 315                           |
| УКУПНО | 130                       | 251                           | 306                                  | 288                  | 393                           |
| Пол    | Остале услужне активности | Приватна домаћинства          | Екстериторијалне организације и тела | Непознато            | Непознато                     |
| Мушки  | 149                       | 0                             | 0                                    | 57                   | 57                            |
| Женски | 152                       | 6                             | 0                                    | 35                   | 35                            |
| УКУПНО | 301                       | 6                             | 0                                    | 92                   | 92                            |

## Историја
Историја Петроварадина је непосредно повезана са историјом Петроварадинске тврђаве, као и са историјом Новог Сада и оближњих Сремских Карловаца. Током 18. века, за време хабзбуршке власти, Петроварадин је постао седиште Петроварадинске регименте, а почевши од 1783. године у овом месту се налазило седиште генералне команде за читаву сремско-славонску границу.
У Петроварадину је рођен Фрањо Штефановић, композитор прве опере за децу у историји.

## Делови Петроварадина
- Алибеговац
- Буковачки плато
- Везирац
- Дунавац
- Занош
- Карагача
- Мишелук
- Нови мајур
- Петроварадинска ада
- Петроварадинска тврђава
- Подграђе (стари део)
- Пуцкарош
- Радна зона исток
- Рибњак
- Садови
- Стари Мајур
- Текије
- Транџамент
- Ширине
- Широка Долина

## Установе и објекти
На Петроварадинској тврђави налазе се Музеј града Новог Сада, Академија уметности и Опсерваторија. У Подграђу постоји Војномедицински центар Нови Сад, Покрајински завод за заштиту споменика културе Војводине и Самостан светог Јурја. Јужно од тврђаве лоцирана је Касарна Транџамент. На Мишелуку је 2021. године изграђена Ковид болница, која је 2023. године променила намену у смислу да се посвећује пацијентима на дијализи, док се на Транџаменту налази објекат Радио Телевизије Војводине.

## Школе у Петроварадину
У Петроварадину се налази Основна школа „Јован Дучић“ у Прерадовићевој улици, број 6. Састоји се из два објекта, тзв. велике школе у Прерадовићевој 6 и тзв. мале школе у Малиновој 2а.

## Привреда
У Петроварадину је лоцирана новосадска Радна зона исток, са предузећем "Победа".

## Пијаца у Петроварадину
Петроварадинска пијаца се налази између Прерадовићеве улице и улице Рачког. Пијаца је потпуно уређена и налази се у систему предузећа „Тржница“ Нови Сад.

## Туризам
Петроварадинска тврђава и Подграђе представљају значајне туристичке дестинације. На тврђави се једном годишње одржава музички фестивал Егзит. У Подграђу се, поред старих зграда, издваја Београдска капија. На петроварадинској обали Дунава налази се Официрска плажа.

## Сакрални објекти у Петроварадину
У Петроварадину постоје следећи сакрални објекти:
- Храм Свете Петке
- Црква светог апостола Павла
- Црква светог Илије у Петроварадину
- Црква светог Варнаве
- Самостан Светог Јурја
- Црква снежне Госпе на Текијама
- Црква Узвишења Светог Крижа
- Црква светог Рока и калварија
- Црква Покрова Пресвете Богородице

## Гробља у Петроварадину
У Петроварадину се налазе следећа гробља:
- Старо војничко гробље на Транџаменту
- Старо католичко гробље на Транџаменту
- Ново петроварадинско гробље
- Мајурско гробље

## Спорт
Мишелук је познат као место одржавања ауто-мото трке за Велику награду Новог Сада.

## Даљи развој насеља
Ширење изграђених зона у Петроварадину планирано је на простору Мишелука, где су у фебруару 2023. године почели радови на изградњи нових девет улица, недалеко од нове болнице. Најпре ће се одвијати радови на канализационој и водоводној мрежи на овом простору, а планирано је и уређење зеленила и постављање јавне расвете. Са планираном изградњом нових стамбених објеката на Мишелуку, за очекивати је и да ће се број становника Петроварадина повећавати.

## Галерија
- Главна улица и подграђе Петроварадинске тврђаве
- Главна улица и подграђе Петроварадинске тврђаве
- Српска Православна Црква Светог Павла
- Петроварадинска тврђава ноћу
- Сат на Петроварадинској тврђави
- Црква Снежне Госпе на Текијама
- Молинаријев парк
- Српска Православна Црква Свете Петке